# Alekszandr Vlagyimirovics Sztyepanov
Alexander Vladimirovich Stepanov (1944. október 11. –) - csillagász, az Orosz Tudományos Akadémia levelező tagja (2011), az A. A. Belopolszkij-díj (1999) kitüntetettje. Vlagyimir Jevgenyjevics Sztyepanov szovjet asztrofizikus fia.

## Életpályája
1944. október 11-én született, 2000-től 2015-ig a Pulkovoi Csillagvizsgáló (GAO RAS) igazgatója volt. 2011-ben az Orosz Tudományos Akadémia levelező tagjává választották a Fizikai Tudományok Osztályán (szakterülete - csillagászat).

## Tudományos tevékenysége
Az asztrofizika, a rádiócsillagászat és az űrplazmafizika szakértője. Számos úttörő munkát végzett a nap- és csillagfizika területén. Először mutatta ki a kúp-instabilitások alapvető szerepét a Nap és a flercsillagok koronális mágneses íveiben (probkotronokban) az energetikai részecskék dinamikájában és emissziójában. Leírták az elektronciklotron-harmóniákon keletkező elektromágneses hullámok kúp-instabilitását, amelyet a világ asztrofizikai szakirodalmában "elektronciklotron-mézernek" neveztek el.
A plazmaszerkezetek - mágneses ívek, protuberanciák - oszcillációi terén végzett munkák megalapozták az asztrofizika egy új, intenzíven fejlődő irányzatát, a koronaszeizmológiát. Jelentősen hozzájárult az Alfvén–Carlquist-elmélethez, amely a napkitörés és az elektromos áramkör analógiáján alapul.
A "Többhullámú asztrofizikai kutatás" vezető tudományos iskola társvezetője. Az Orosz Tudományos Akadémia Nap–Föld-kapcsolatok Fizikája Tudományos Tanácsának elnökhelyettese, a Nemzetközi Csillagászati Unió tagja, Oroszország képviseletében az Európai Csillagászati Társaság Elnökségében, az ENSZ "Nemzetközi Heliofizikai Év" és a "Nemzetközi Űridőjárás Kezdeményezés" programjainak nemzeti koordinátora, az Orosz Tudományos Akadémia és a Finn Tudományos Akadémia közötti rádiócsillagászati együttműködés tudományos koordinátora.

## Díjai
- A. A. Belopolszkij-díj (V. V. Zajcevvel közösen, 1999-ben) - az Energikus részecskék dinamikája és a rádiósugárzás keletkezésének plazmamechanizmusa a napkoronában című munkasorozatért.

## Fordítás
Ez a szócikk részben vagy egészben  a(z)   Степанов, Александр Владимирович (астроном) című orosz Wikipédia-szócikk fordításán alapul.  Az eredeti cikk szerkesztőit annak laptörténete sorolja fel. Ez a jelzés csupán a megfogalmazás eredetét és a szerzői jogokat jelzi, nem szolgál a cikkben szereplő információk forrásmegjelöléseként.